# 浙江公立法政专门学校
浙江公立法政专门学校，或称浙江公立法政，创立于1906年。1905年，清政府商请各省设立法政学堂。同年秋，浙江巡抚张曾敭筹办浙江官立法政学堂，于1907年春开学。1912年，学校改名为浙江公立法政专门学校并增设本科。壬戌学制中改制为省立。1929年受教育部命令停止招生，1931年停办。前后25年世界里培养毕业生1800余人。